# Teleférico del Chicamocha
El Teleférico del Chicamocha es un sistema de transporte por cable ubicado en el Parque nacional del Chicamocha, en el departamento de Santander, Colombia. Fue inaugurado el 24 de enero de 2009 y atraviesa el Cañón del Chicamocha, conectando el parque con la Mesa de los Santos, convirtiéndose en una de las infraestructuras turísticas más importantes de la región.
Con una longitud de 6,3 kilómetros, es considerado uno de los teleféricos más extensos de América Latina y ofrece un recorrido panorámico por uno de los paisajes geográficos más representativos del país.

## Características técnicas

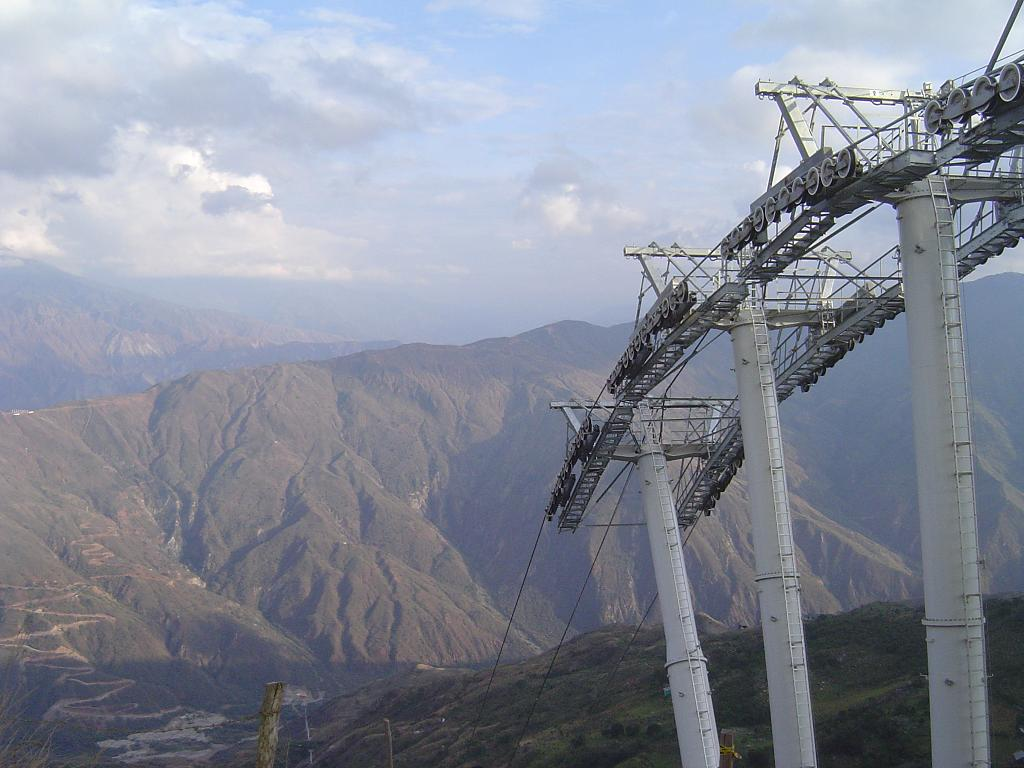
Inicio del descenso desde la estación en la Mesa de los Santos.

El sistema cuenta con 39 cabinas, con capacidad para movilizar hasta 500 personas por hora. Las cabinas se desplazan a una velocidad aproximada de 6 metros por segundo, permitiendo completar el recorrido en unos 25 minutos por trayecto.
El trayecto del teleférico recorre el Cañón del Chicamocha en su totalidad y está compuesto por tres estaciones:
- Estación Aratoca, ubicada en el interior del Parque nacional del Chicamocha.
- Estación Río, situada en la parte baja, junto al río Chicamocha. Funciona como punto técnico intermedio; no permite el descenso o ascenso de pasajeros, salvo en casos de emergencia.
- Estación La Plazuela, ubicada en la vereda Tabacal de la Mesa de los Santos.

Durante el recorrido se atraviesan tres zonas climáticas distintas, lo que permite observar contrastes en la vegetación, la topografía y la fauna del cañón.

## Operación y acceso
El servicio opera en temporada baja de miércoles a viernes entre las 10:00 a. m. y 5:30 p. m., y los fines de semana de 9:00 a. m. a 5:30 p. m. Permanece cerrado los lunes y martes por mantenimiento, salvo en temporada alta.
El valor del pasaje para adultos es de aproximadamente $86.000 pesos colombianos (ida y regreso), e incluye el ingreso al Parque nacional del Chicamocha. También se pueden adquirir pasaportes turísticos que combinan la entrada al teleférico con el acceso a múltiples atracciones del parque.

## Importancia turística

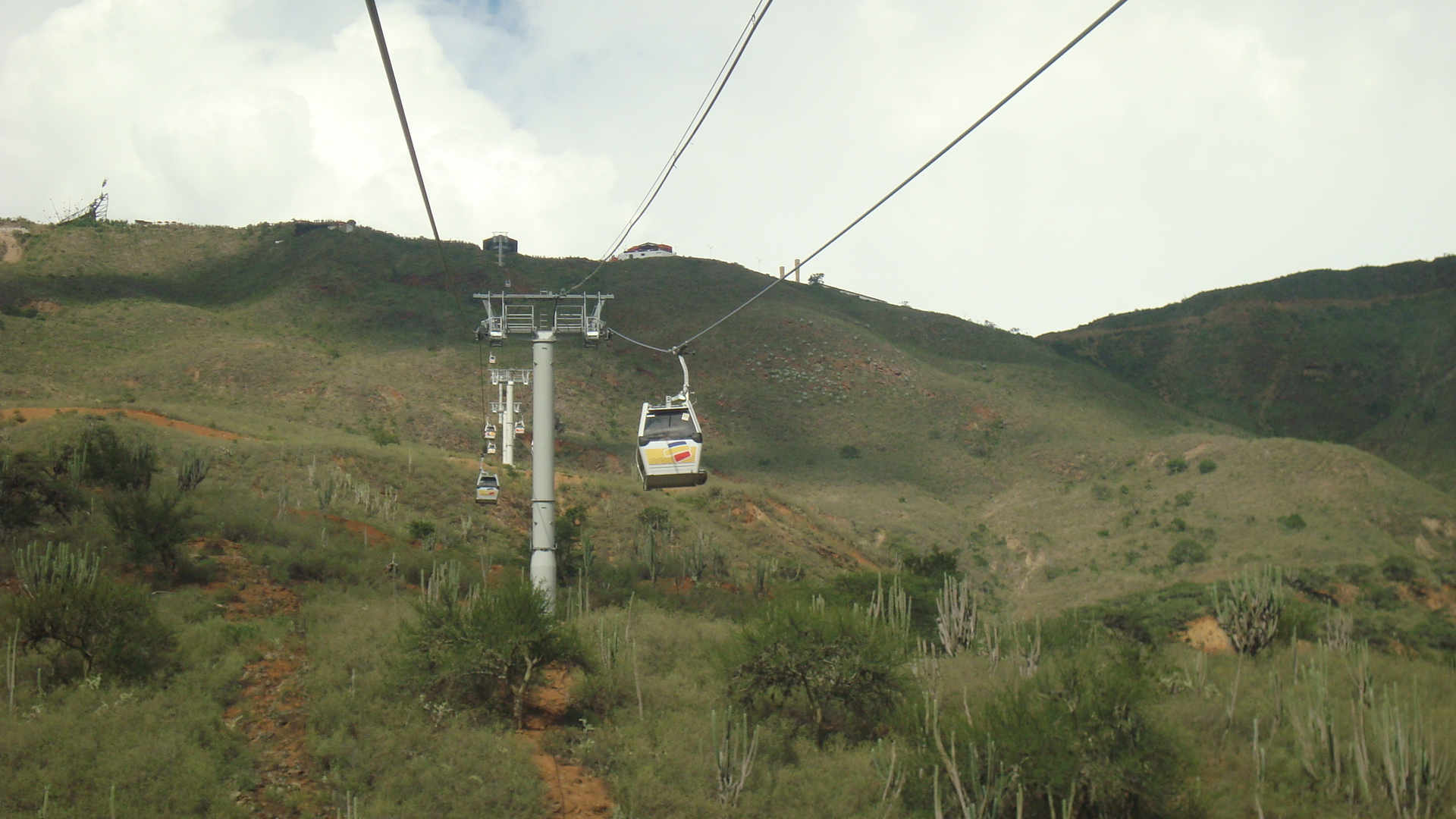
Ascenso hacia el parque desde la estación del río Chicamocha.

El Teleférico del Chicamocha ha contribuido significativamente al posicionamiento del cañón como destino turístico nacional e internacional, brindando una experiencia inmersiva en su geografía, biodiversidad y cultura. Su construcción ha impulsado el desarrollo económico de municipios cercanos como Aratoca, Los Santos y Cepitá, así como del eje turístico Bucaramanga–San Gil.